# Килпатрик, Джадсон
Хью Джадсон Килпатрик (англ. Hugh Judson Kilpatrick; 14 января 1836 — 4 декабря 1881) — американский офицер, командир федеральной кавалерии в годы гражданской войны, дослужившийся до временного звания генерал-майора. Впоследствии служил американским послом в Чили и был кандидатом в палату представителей (неудачно).
Килпатрик был сторонником рискованных атак и мало ценил жизни своих подчиненных, за что получил прозвище «Kilcavalry» («Kill-Cavalry», убийца кавалерии). Известен он в основном своей атакой под Геттисбергом, во время которой погиб генерал Фарнсворт. На севере он считается героем за многочисленные победы, на юге же он запомнился в основном разрушительными рейдами.

## Биография
Хью Джадсон Килпатрик родился 14 января 1836 года на ферме около Декертауна (Нью-Джерси) в семье полковника Саймона Килпатрика (1795—1861) и Джулии Уикхам.
В 1856 году он поступил в военную академию Вест-Пойнт, которую окончил 17-м по успеваемости в выпуске 6 мая 1861 года. Уже началась Гражданская война и Килпатрик был определён в 1-й артиллерийский полк в звании второго лейтенанта регулярной армии.

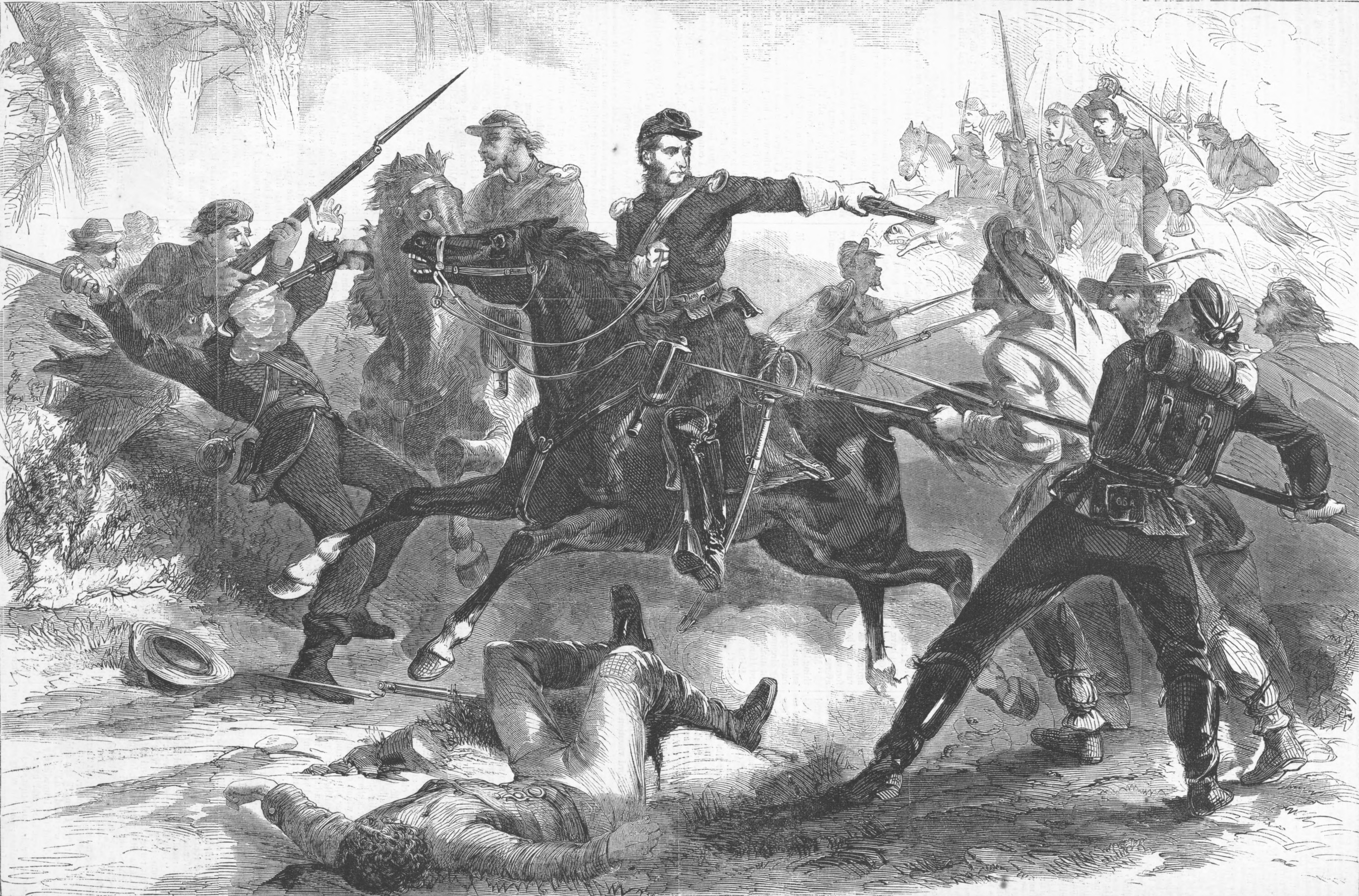
Килпатрик в сражении при Чанселорсвилле

Уже 9 мая Килпатрик вступил в добровольческую армию и стал капитаном в 5-м Нью-Йоркском полку. 14 мая Килпатрик получил звание первого лейтенанта регулярной армии. 23 мая полк был направлен в Форт-Монро на Вирджинском полуострове, а 10 июня участвовал в сражении при Биг-Бетель. Килпатрик был ранен в этом сражении и таким образом стал первым офицером, раненым во время Гражданской войны. Из-за ранения он покинул полк и отсутствовал по болезни с 24 июня по 30 июля 1861 года.
Поставленный во главе конного корпуса, Килпатрик быстро приобрёл известность рядом лихих кавалерийских рейдов. Это был чрезвычайно честолюбивый, деятельный, находчивый и бесстрашный человек, обладавший некоторой долей романтизма и эксцентричности и пользовавшийся огромным влиянием на своих подчиненных, которых он умел вдохновлять своими речами на самые рискованные предприятия.
Не менее военных подвигов Килпатрика приобрели себе известность его алчность и безнравственность, являвшиеся бичом для населения тех местностей, где действовали его войска. Однако, правительство северян вынуждено было смотреть на них сквозь пальцы, ценя военные таланты Килпатрика. Когда война закончилась победой северян, окончилась и военная карьера Килпатрика.
Хью Джадсон Килпатрик умер 4 декабря 1881 года в столице Чили.